# بتا خرس کوچک
بتا خرس کوچک یا کوکب شمالی(در انگلیسی: Kochab) دومین ستاره پرنور صورت فلکی خرس کوچک است. این ستاره به همراه فرقد، از حدود سال ۲۰۰۰ پیش از میلاد تا سال ۵۰۰ میلادی نزدیک‌ترین ستاره‌ها به قطب شمال بوده‌اند؛ که به خاطر تقدم اعتدالین (انحراف محوری کره زمین) تغییر کرده است، و در حال حاضر جُدَی ستاره قطبی است.